# 열의 일당량
열의 일당량(熱－當量, mechanical equivalent of heat)은 단위 크기의 열에너지(熱量)가 어느 만큼의 역학적 에너지(일)로 전환될 수 있는가에 대한 값을 의미한다. 럼퍼드나 R. 마이어도 그것을 논하였으나, 스스로 여러 가지 실험을 연구하고 실행하여 당량의 값을 집요하게 구한 사람은 줄이었다. 전자(電磁)의 방법, 기체의 팽창·압축방법, 날개바퀴로 물을 휘젓는 방법 등에서 그 정도(精度)가 좋은(1%정도) 값을 구하는 데 성공하였다.